# Como agua para chocolate
Como agua para chocolate (literalment, Com aigua per a xocolata) és una pel·lícula mexicana de 1992 basada en el llibre homònim de l'escriptora mexicana Laura Esquivel. Ha estat doblada al català.

## Argument
És una història d'amor màgic realista al Mèxic dels temps de la Revolució Mexicana. La Tita i en Pedro veuen el seu amor obstaculitzat quan Mamà Elena decideix que la Tita, la seva filla petita, continuï la tradició de quedar-se soltera per tenir cura de la seva mare fins a la seva mort, per ser la petita de les filles. La Tita patirà llargs anys per un amor que perdurarà més enllà del temps. Tot això amb la gastronomia com a nexe d'unió i metàfora dels sentiments dels personatges.

## Repartiment
- Regina Torné
- Lumi Cavazos
- Marco Leonardi
- Mario Iván Martínez
- Ada Carrasco
- Yareli Arizmendi
- Claudette Maillé
- Joaquín Garrido
- Pilar Aranda
- Margarita Isabel
- Farnesio de Bernal
- Arcelia Ramírez
- Sandra Arau
- Andrés García
- David Ostrosky

## Premis i nominacions

### Nominacions
- 1993: Globus d'Or a la millor pel·lícula de parla no anglesa
- 1993: Goya a la millor pel·lícula estrangera de parla hispana
- 1994: BAFTA a la millor pel·lícula de parla no anglesa